# Flèche wallonne 1977
La Flèche wallonne 1977, 41e édition de la course, a lieu le 7 avril 1977 sur un parcours de 223 km. La victoire revient à l’Italien Francesco Moser, qui a terminé la course en 5 h 55 min 34 s, devant l’Italien Giuseppe Saronni.
Initialement vainqueur, le Belge Freddy Maertens, est disqualifié pour un contrôle positif et pour cette raison, les deux Italiens ont tous deux gagné une place sans que la troisième place ne soit réattribuée. C'est le cas également pour les sixième et huitième places, après les disqualifications également pour dopage de Willy Teirlinck et Eddy Merckx.
Sur la ligne d’arrivée à Verviers, 46 des 158 partants ont terminé la course.

## Déclassement pour dopage
Lors de cette Flèche wallonne, six coureurs sont positifs au Stimul (dont Freddy Maertens (le vainqueur), Eddy Merckx, Michel Pollentier et Walter Planckaert), produit de la famille de la pémoline, une amphétamine. Le toxicologue belge Michel Debacker, du laboratoire de Gand, vient alors de mettre au point le test de dépistage de cette substance. Protestant son innocence, Merckx accuse les contrôles et déclare ne pas connaître le Stimul. Michel Debacker lui répond : « Je ne peux pas croire que Merckx ignore l'existence du Stimul, pour la bonne raison que son frère, Michel Merckx, avait soutenu en 1973 sa thèse de pharmacie sur les méthodes de détection du Stimul. » Selon Freddy Maertens, « 90 % des coureurs prennent du Stimul ». Mis hors course, Merckx reçoit une suspension d'un mois avec sursis, comme en 1973.

## Classement final
| #   | Coureur             | Équipe              |    | Temps           |
| --- | ------------------- | ------------------- | -- | --------------- |
| DSQ | Freddy Maertens     | Flandria-Velda      |    | 5 h 55 min 34 s |
| 1   | Francesco Moser     | Sanson-Campagnolo   | en | 5 h 55 min 34 s |
| 2   | Giuseppe Saronni    | Scic                | +  | 0 s             |
| 4   | Herman Van Springel | IJsboerke-Colnago   |    | 0 s             |
| 5   | Gerrie Knetemann    | TI-Raleigh          |    | 0 s             |
| DSQ | Willy Teirlinck     | Gitane-Campagnolo   |    | 0 s             |
| 7   | Walter Planckaert   | Maes Pils-Mini Flat |    | 4 s             |
| DSQ | Eddy Merckx         | Fiat France         |    | 4 s             |
| 9   | Frans Verbeeck      | IJsboerke-Colnago   |    | 4 s             |
| 10  | Roger De Vlaeminck  | Brooklyn            |    | 4 s             |